# Грибово (Невельский район)
Грибово — запустевшая деревня в Невельском районе Псковской области России. На карте 2010 года обозначена как урочище Грибово.

## История
Деревня была упразднена решением Псковского облисполкома в 1977 году. До этого входила в Кошелевский сельсовет Невельского района.

## География
Находилась на реке Свира рядом с озером Большое Свиро в 5-6 верстах к востоку от деревни Кошелёво.